# Carlos Maya
Carlos Alberto Moya Lizcano (nascido em 16 de março de 1972) é um ciclista de estrada e pista profissional venezuelano. Participou em três Jogos Olímpicos consecutivos, começando em 1992.